# 藤川清史
藤川 清史（ふじかわ きよし、1959年 - ）は、日本の経済学者。専門は計量経済学、環境経済学、国際経済学。
名古屋大学大学院国際開発研究科教授などを経て、愛知学院大学大学院経済学研究科長・教授。元環太平洋産業連関分析学会会長。

## 人物・経歴
兵庫県神戸市生まれ。1981年3月に神戸大学経済学部を卒業。1986年、神戸大学大学院経済学研究科博士後期課程を単位取得退学。その後、博士論文を提出し、2000年に神戸大学より博士（経済学）の学位を取得した。
1986年4月から1989年3月まで摂南大学経営情報学部専任講師。1989年4月から1991年3月まで国際連合ニューヨーク本部経済社会局専門職員を務めた。1991年4月から1997年3月まで大阪経済大学経済学部助教授・准教授。1997年4月から2007年3月まで甲南大学経済学部教授。
2007年4月から2017年3月まで名古屋大学大学院国際開発研究科教授。2017年4月から2020年3月まで名古屋大学アジア共創教育研究機構教授。2020年4月より愛知学院大学経済学部経済学科教授、同大学院経済学研究科長。
この間、環太平洋産業連関分析学会で、2010年4月から2020年3月まで運営委員長、副会長、会長を歴任し、2020年4月からは協議会委員、和文誌編集委員を務めている。また、環境経済・政策学会では、2016年4月から2018年3月まで理事を務めた。専門は計量経済学、環境経済学、国際経済学。

## 著作
- 『情報処理の基礎と経済分析 : パソコンによる経済学』（泉弘志, 品部久志と共編）法律文化社、1997年5月
- 『"国産化"の経済分析 : 多国籍企業の国際産業連関』（松村文武と共著）岩波書店、1998年12月
- 『グローバル経済の産業連関分析』創文社、1999年2月
- 『ネットワーク時代の経済分析』（小川雅弘, 品部久志と共編）法律文化社、2002年4月
- 『産業連関分析入門 : ExcelとVBAでらくらくIO分析』日本評論社、2005年6月
- 『ネットワーク時代の経済分析 改訂版』（小川雅弘, 品部久志と共編）法律文化社、2008年2月
- 『中国経済の産業連関分析と応用一般均衡分析』（編著）法律文化社、2016年2月
- 『経済政策入門』（編）法律文化社、2020年4月
- "Energy, environmental and economic sustainability in East Asia: policies and institutional reforms (Routledge studies in sustainability)"（李秀澈, ヘクター・ポリットと共編）Routledge, 2020年
- "Nuclear power safety and governance in East Asia (Routledge studies in the modern world economy)"（李秀澈，周瑋生 と共編）Routledge, 2024年